# Le meraviglie
Le Meraviglie (O País das Maravilhas (título em Portugal) ou As Maravilhas (título no Brasil) é filme ítalo-helvético-alemão de drama realizado por Alice Rohrwacher. O filme foi selecionado para competir pela Palma de Ouro, a seção principal da competição do Festival de Cannes 2014, onde foi premiado com o Grand Prix.
Na Itália o filme foi exibido nos cinemas em 22 de maio de 2014, em Portugal o filme foi lançado em 26 de março de 2015 e no Brasil em 16 de abril de 2015.

## Argumento
O filme conta a história de quatro irmãs que cresceram em uma família de apicultores, numa casa perdida na zona rural Úmbria, em fronteira com Toscana. A vida é marcada pelo ritmo lento do mundo agrícola e com o tempo são regulados pelas estações de abelhas melíferas. O ambiente familiar, onde as meninas crescem é informado com as regras dadas pelo pai que tenta preservar, dessa forma, a pureza do arcaico mundo rural, mesmo quando a realidade industrial tem prevalecido. O equilíbrio é perturbado durante o verão, onde o mundo arcaico irrompe a realidade externa, na forma de uma equipa televisiva. Gelsomina, a maior das irmãs, conhece Martin, que está envolvido em um processo de reintegração de eventos passados criminais e Milly Catena, uma apresentadora de televisão. Gelsomina, uma adolescente inquieta, impressiona-se com o exótico mundo, olhando para além do horizonte de sua casa, vagueando o "país das maravilhas" que parece prometer os novos valores, para mudar sua vida, ela terá de participar de um concurso televisivo conduzido por Milly Catena.

## Elenco
- Alba Rohrwacher como Angelica
- André Hennicke como Adrian
- Monica Bellucci como Milly Catena
- Maria Alexandra Lungu como Gelsomina
- Margarete Tiesel como a Representante da Segunda Vida
- Sabine Timoteo como Cocò
- Sam Louwyck como Wolfgang
- Agnese Graziani como Marinella
- Eva Lea Pace Morrow como Caterina
- Maris Stella Morrow como Luna
- Luis Huilca Logroño

## Reconhecimentos
| Ano  | Prémios                                                  | Categorias                                                    | Destinatários e nomeados                  | Resultado | Ref(s)        |
| ---- | -------------------------------------------------------- | ------------------------------------------------------------- | ----------------------------------------- | --------- | ------------- |
| 2014 | XI Festival Internacional de Cinema de Sevilha           | Melhor Atriz                                                  | Maria Alexandra Lungu                     | Venceu    | [ 21 ] [ 22 ] |
| 2014 | XI Festival Internacional de Cinema de Sevilha           | Prémio Especial do Júri                                       | Alice Rohrwacher                          | Venceu    | [ 21 ] [ 22 ] |
| 2014 | Nastro d'Argento                                         | Nastro d'Argento Especial                                     | Alice Rohrwacher                          | Venceu    | [ 23 ]        |
| 2014 | Nastro d'Argento                                         | Prémio Guglielmo Biraghi                                      | Maria Alexandra Lungu                     | Venceu    | [ 23 ]        |
| 2014 | Nastro d'Argento                                         | Nastro d'Argento de Melhor Realização                         | Alice Rohrwacher                          | Indicado  | [ 23 ]        |
| 2014 | Nastro d'Argento                                         | Nastro d'Argento de Melhor Produção                           | Carlo Cresto-Dina e Rai Cinema            | Indicado  | [ 23 ]        |
| 2014 | Nastro d'Argento                                         | Nastro d'Argento de Melhor Roteiro                            | Alice Rohrwacher                          | Indicado  | [ 23 ]        |
| 2014 | Nastro d'Argento                                         | Nastro d'Argento de Melhor Edição                             | Marco Spoletini                           | Indicado  | [ 23 ]        |
| 2014 | Festival de Cannes                                       | Grand Prix                                                    | Alice Rohrwacher                          | Venceu    | [ 11 ]        |
| 2014 | Festival de Cannes                                       | Palma de Ouro                                                 | Alice Rohrwacher                          | Indicado  | [ 11 ]        |
| 2014 | Festival Internacional de Cinema de Munique              | Prémio CineVision de Melhor Filme por um Realizador Emergente | Alice Rohrwacher                          | Venceu    | [ 24 ]        |
| 2014 | Festival de Cinema de Abu Dabi                           | Prémio Black Pearl de Competição de New Horizons              | Alice Rohrwacher                          | Venceu    | [ 25 ] [ 26 ] |
| 2014 | Instituto Americano de Cinema                            | Prémio do Público                                             | Alice Rohrwacher                          | Indicado  | [ 27 ]        |
| 2014 | Sindacato Nazionale Giornalisti Cinematografici Italiani | Prémio Guglielmo Biraghi (Menção Especial)                    | Maria Alexandra Lungu                     | Venceu    | [ 28 ]        |
| 2014 | Sindacato Nazionale Giornalisti Cinematografici Italiani | Melhor Realização                                             | Alice Rohrwacher                          | Indicado  | [ 28 ]        |
| 2014 | Sindacato Nazionale Giornalisti Cinematografici Italiani | Melhor Produção                                               | Carlo Cresto-Dina e Rai Cinema            | Indicado  | [ 28 ]        |
| 2014 | Sindacato Nazionale Giornalisti Cinematografici Italiani | Melhor Argumento                                              | Alice Rohrwacher                          | Indicado  | [ 28 ]        |
| 2014 | Sindacato Nazionale Giornalisti Cinematografici Italiani | Melhor Edição                                                 | Marco Spoletini                           | Indicado  | [ 28 ]        |
| 2014 | International Cinephile Society                          | Prémio do Júri                                                | Alice Rohrwacher                          | Venceu    | [ 29 ]        |
| 2015 | International Cinephile Society                          | Melhor Filme não Lançado em 2014                              | Le Meraviglie                             | Venceu    | [ 29 ]        |
| 2015 | Prémio David di Donatello                                | Prémio David di Donatello de Melhor Produção                  | Carlo Cresto-Dina e Rai Cinema            | Indicado  | [ 30 ]        |
| 2015 | Ciak d'oro                                               | Ciak d'oro de Melhor Atriz Coadjuvante                        | Alba Rohrwacher                           | Indicado  | [ 31 ]        |
| 2015 | Ciak d'oro                                               | Ciak d'oro de Melhor Argumento                                | Alice Rohrwacher                          | Indicado  | [ 31 ]        |
| 2015 | Ciak d'oro                                               | Ciak d'oro de Melhor Edição                                   | Marco Spoletini                           | Indicado  | [ 31 ]        |
| 2015 | Ciak d'oro                                               | Ciak d'oro de Melhor Cenografia                               | Emita Frigato                             | Indicado  | [ 31 ]        |
| 2015 | Ciak d'oro                                               | Ciak d'oro de Melhor Figurino                                 | Loredana Buscemi                          | Indicado  | [ 31 ]        |
| 2015 | Ciak d'oro                                               | Ciak d'oro de Melhor Produção                                 | Carlo Cresto-Dina e Rai Cinema            | Indicado  | [ 31 ]        |
| 2015 | Ciak d'oro                                               | Ciak d'oro de Melhor Cartaz                                   | Fabian Negrin e Internozero Comunicazione | Venceu    | [ 31 ]        |
| 2015 | Italian Online Movie Awards                              | Melhor Filme Europeu                                          | Le Meraviglie                             | Venceu    | [ 32 ] [ 33 ] |
| 2015 | Italian Online Movie Awards                              | Melhor Filme Italiano                                         | Le Meraviglie                             | Indicado  | [ 32 ] [ 33 ] |
| 2015 | CPH:PIX (Festival Internacional de Cinema de Copenhaga)  | Prémio do Público de Politiken                                | Alice Rohrwacher                          | Indicado  | [ 34 ] [ 35 ] |